# Андриевский, Дмитрий Иосифович
Дмитрий Иосифович Андриевский (укр. Дмитро Йосипович Андрієвський; род. 6 января 1967, Ольга, Приморский край) — украинский государственный и политический деятель, бизнесмен.

## Биография
Родился 6 января 1967 года в селе Ольга Приморского края (СССР) в семье военного.
В 1984 году окончил среднюю школу в г. Ржев Калининской области. В этом же году поступил на первый курс Политехнического института г. Калинина. С 1985 по 1987 годы проходил службу в армии. Участник боевых действий в Афганистане.
В 1987 году поступил на второй курс Киевского политехнического института на факультет горной электромеханики, который окончил с отличием в 1992 году, получив диплом инженера по энергоснабжению.
В 1992 году окончил факультет горной электромеханики и автоматики КПИ, в 2005 году — Национальную академию государственного управления при Президенте Украины по специальности «управление городом». Кандидат наук по государственному управлению с 2011 года.
В 1992 году работал инженером-технологом на Киевском заводе реле и автоматики.
С 1992 по 1996 год работал на руководящих должностях в хозяйственных структурах, осуществлявших научно-производственную деятельность.
С 1996 по 2001 год занимал должность Главы Представительства «Франклин Групп ЛТД» (Великобритания) на Украине.
С 2001 по 2004 год занимал должность вице-президента, а с 2004 по 2007 год — Президента ООО «Концерн Киевподземдорстрой».
С 2008 года избран на должность Председателя Совета директоров ООО «Интеко-Холдинг».

## Общественно-политическая деятельность
С 2002 по 2006 год — депутат Киевсовета IV созыва от 81 избирательного округа (Соломенский район Киева), где был членом фракции «Наша Украина», членом постоянной комиссии Киевсовета по вопросам бюджета и социально-экономического развития.
Во время президентской избирательной кампании 2004 года — доверенное лицо кандидата на пост Президента Украины Виктора Ющенко по территориальному округу № 222 (Соломенский район города Киева).
В 2006 году избран депутатом Киевсовета V созыва, член фракции Блока «Наша Украина» в Киевском городском совете, член постоянной комиссии Киевсовета по вопросам бюджета и социально-экономического развития. В пятом созыве возглавлял фракцию «Наша Украина», но вышел из партии, когда фракция стала участвовать в земельных аферах команды Черновецкого.
В 2006—2007 годах — работал в должности руководителя исполнительного комитета Киевской городской организации политической партии Народный Союз «Наша Украина».
До 2008 года — член Совета политической партии Народный Союз «Наша Украина», член совета Киевской городской и Соломенской районной в городе Киеве организации партии. В 2008 году вышел из политической партии НСНУ.
С мая 2008 года — депутат Киевсовета VI созыва, член депутатской фракции Блока Виталия Кличко, с сентября 2010 года — внефракционный.
2 августа 2008 года избирался председателем Украинской селянской демократической партии.
На выборах в Верховную Раду 2012 года кандидаты в народные депутаты в округе № 222 (Соломенский район Киева) от Объединенной оппозиции «Батькивщина». Победил, получив 33,87 % голосов избирателей. Заместитель председателя Комитета по вопросам строительства, градостроительства и жилищно-коммунального хозяйства и региональной политики, член Специальной контрольной комиссии по вопросам приватизации.
18 сентября 2012 года было совершено нападение на его помощника Максима Шкуро, который Дмитрий Андриевский связал со своей политической деятельностью.[значимость факта?]
В 2013—2014 годах был активным участником революции Достоинства. Совместно с коллегами депутатами организовали работу депутатской приемной в палатке на Майдане Независимости.
На досрочных выборах в Верховную Раду 2014 года был избран депутатом от «Блока Петра Порошенко» по 222-му одномандатному избирательному округу г. Киев (Соломенский район). В Верховной Раде VIII созыва является членом фракции «Блок Петра Порошенко» и избран Первым заместителем председателя Комитета по вопросам строительства, градостроительства и жилищно-коммунального хозяйства.
С 2014 года с самого начала проведения антитеррористической операции на востоке Украины, Дмитрий Андриевский лично посещал подразделения на передовой и оказывал им помощь. С лета 2014 Дмитрий Андриевский совершал поездки в АТО, с целью доставки помощи, в том числе специализированных автомобилей, киевским батальонам и десантникам, оказание гуманитарной помощи и др.
25 декабря 2018 года включён в санкционный список России.

## Имущество по декларации
Согласно декларации Дмитрию Андриевскому принадлежит:
- 86 картин Репина, Бакста, Айвазовского и других известных художников. Стоимость картин в декларации не указана;
- 7 швейцарских часов. Стоимость часов не указана, но самые дешевые часы этих брендов стоят 900 000 гривен;
- 14 земельных участков общей площадью 317172 квадратных метров или 32 гектара. Для сравнения площадь Ватикана - 44 гектара.
- 3 дома общей площадью 714 квадратных метров.
- Другая недвижимость (офисы, квартиры, гаражи) площадью 1010 квадратных метров.
- Автомобили Bentley Continental, Lexus LX 570, Mercedes-benz GLS500 4matic. Автомобили были приобретены во время депутатства Дмитрия Андриевского.
- Акции ОАО "Акционерное общество "Киевводоканал", ОАО "Специализированное управление подземных работ", ОАО "Украинский професиональной банк"
- Кипрский офшор Restima Construction Limited

## Награды
- Орден «За заслуги» (Украина) III степени (2005)[4]
- Орден «За заслуги» (Украина) II степени (2017)[5]
- Благодарностью Президента Украины[источник не указан 2431 день]
- Почётная грамота Кабинета Министров Украины[источник не указан 2431 день]
- Знак «Знак почёта»[источник не указан 2431 день]
- Грамота Киевского городского головы[источник не указан 2431 день]